# Картель Хуареса
Картель Хуареса (исп. Juárez Cartel), также известный как «Организация Висенте Каррильо Фуэнтеса» — один из крупнейших мексиканских наркокартелей, базирующийся в городе Сьюдад-Хуарес (Чиуауа, Мексика). Картель поставляет в США и Европу кокаин, марихуану и героин.

## История
Картель был основан в 1970-х годах Рафаэлем Агиларом Гвахардо. В 1993 году лидером картеля стал Амадо Каррильо Фуэнтес. Картель Хуареса доминировал в центре страны, контролируя значительную часть кокаинового трафика из Мексики в Соединенные Штаты. После смерти Амадо Каррильо Фуэнтеса в 1997 году в картеле началась борьба за власть между братом Каррильо Висенте и братьями Муньос Талавера. Смерть Амадо Каррильо Фуэнтеса стала началом упадка картеля Хуареса, поскольку Каррильо имел связи с высокопоставленными чиновниками Мексики.
Висенте Каррильо Фуэнтес сумел победить братьев Муньос Талавера и взять картель под свой контроль. Позже он начал сотрудничать с Рикардо Гарсия Уркиса, Хуаном Хосе Эспаррагосой Морено, его братом и племянником. Также Фуэнтес заключил союз с другими наркобаронами, такими как Исмаэль Самбада в Синалоа и Нижней Калифорнии, братья Бельтрана Леивы в Монтеррее и Хоакине, Хоакин Гусман в Найярите, Синалоа и Тамаулипасе. Группировка братьев Фуэнтес была самой влиятельной преступной организацией в течение 1990-х годов, в то же время Висенте удавалось избегать прямых конфликтов и увеличить могущество картеля. К концу 1990-х и в 2000-е годы отношения между кланом Каррильо Фуэнтес и другими участниками организации были нестабильными. В течение 1990-х и в начале 2000-х существовал союз наркобаронов из смежных мексиканских штатов, который был известным как «Золотой Союз Треугольника» («La Alianza Triángulo de Oro») из-за области влияния в трех штатах — Чиуауа, Дуранго и Синалоа. Однако, этот союз распался после того, как наркобарон Картеля Синалоа Хоакин Гусман Лоэра отказались выплатить Картелю Хуареса за право использовать некоторые маршруты контрабанды наркотиков в США.

Карта с обозначением сфер влияний мексиканских наркокартелей по состоянию на май 2010 года.
Тихуанский картель
Бельтран Лейва
Картель Синалоа
Картель Хуареса
Картель Ла Фамилиа
Картель Гольфо
Лос-Сетас
Спорные территории

В 2001 году, после того, как Хоакин Гусман Лоэра сбежал из тюрьмы, многие участники картеля Хуареса перешли в картель Синалоа. В 2004 году брат Висенте был убит, возможно по приказу Хоакина Гусмана. В ответ по приказу Каррильо Фуэнтес в тюрьме был убит брат Лоэры. Это спровоцировало борьбу за сферы влияния между двумя картелями, которая была отчасти приостановлена с 2005 по 2006 год из-за войны картеля Синалоа против картеля Гольфо. Картель Синалоа сумел взять под свой контроль большую часть бывших территорий картеля Хуареса.
Путём подкупа или запугивания высокопоставленных чиновников картель получал информацию о сотрудниках правоохранительных органов и обеспечивал себе защиту от полиции и судебной системы. 15 участников картеля Хуареса были причастны к серии убийств в Сьюдад-Хуаресе. Это было одно из самых известных преступлений картеля.
В сентябре 2011 года мексиканская федеральная полиция сообщила, что теперь картель Хуареса носит название «Картель Нуэво-де-Хуарес» (Новый Картель Хуареса). Утверждается, что «Новый Картель Хуареса» ответственен за убийства в Сьюдад-Хуаресе и Чиуауа.
Картель Хуареса действует в 21 штате Мексики. Лидером картеля остается Висенте Каррильо Фуэнтес. С 2007 картель ведет активную войну с картелем Синалоа за контроль над Сьюдад-Хуаресом. Борьба между этими двумя организациями привела к гибели тысяч людей в штате Чиуауа. В этой войне картель опирается на поддержку двух банд — La Linea и Barrio Azteca. Barrio Azteca является уличной бандой, действующей в Мексике и в городах американского штата Техас, таких как Эль-Пасо, Далласе и Хьюстоне, а также в Нью-Мексико и Аризоне. До 2012 года картель управлял одним из основных коридоров по перевозке наркотиков в США, позже контроль над этим коридором захватил картель Синалоа.